# Kim Robitaille
Kim Robitaille, född 16 oktober 1991 är en volleybollspelare (passare).
Robitaille spelar med Kanadas landslag och var med i truppen för VM 2022, dock utan att spela. Hon har spelat i olika europeiska klubbar sedan 2017.